# Потаниха (Татарстан)
Потаниха — деревня в Высокогорском районе Татарстана. Входит в состав Село-Алатского сельского поселения.

## География
Находится в северо-западной части Татарстана на расстоянии приблизительно 31 км на север по прямой от районного центра поселка Высокая Гора у речки Ашит.

## История
Известно с 1678 года, упоминалась также как Ивановское, Утенеш. В 1738 году была построена Иоанно-Предтеченская церковь, в 1884 году открыта земская школа.

## Население
Постоянных жителей было: в 1782 году — 113 душ мужского пола, в 1859—556, в 1897—654, в 1908—875, в 1920—756, в 1926—777, в 1938—519, в 1949—472, в 1958—303, в 1970—208, в 1989 — 71, 38 в 2002 году (русские 100 %), 17 в 2010.